# Museo de Arte e Historia de Ginebra
El Museo de arte e historia (en francés, Musée d'art et d'histoire, MAH) es un museo suizo situado en Ginebra, en el barrio de Tranchées.
Forma parte de los ocho sitios que constituyen uno de los más importantes conjuntos museísticos de Suiza. Es por ello por lo que es uno de los dos museos suizos que posee un laboratorio de investigación.
Posee, junto con el Museo de Bellas Artes de Basilea y la Kunsthaus de Zúrich, una de las principales colecciones suizas de arte desde el Renacimiento hasta nuestros días. Entre sus 6.455 cuadros figura un importante conjunto consagrado a los pintores suizos Jean-Étienne Liotard, Ferdinand Hodler y Félix Vallotton pero también del francés Jean-Baptiste Camille Corot.

## Edificio
El museo está situado a las puertas de la ciudad vieja, más precisamente sobre el emplazamiento de las casamatas que formaban parte del antiguo sistema de fortificaciones de la ciudad. Ocupa una parcela de 60 metros de lado y comprende cuatro alas centradas en un patio interior.
Esculturas de Paul Amlehn adornan su frontón y los ángulos de la fachada principal. En el centro, una alegoría de las artes muestra a la Fama soplando por su trompeta por encima de las personificaciones de la pintura, la escultura, el dibujo y la arquitectura. A la izquierda se puede ver una alegoría de la arqueología con niños levantando un velo que recubre un busto antiguo y un niño iluminando la antorcha del conocimiento. A la derecha, una alegoría de las artes aplicadas muestra a los niños que trabajan en la construcción de una florero y tocando un órgano. Por otra parte, las inscripciones recuerdan el nombre de famosos artistas ginebrinos: Jean Dassier Auguste Baud-Bovy, Jean-Pierre Saint-Ours, Jacques-Laurent Agasse Rodolphe Töpffer, Jean-Étienne Liotard Alexandre Calame François Diday Barthélemy Menn, Jean Petitot, Jacques-Antoine Arlaud  y James Pradier.

## Historia
La idea de un museo destinado a conservar las colecciones diseminadas por diversos lugares de la ciudad surgió por vez primera con ocasión de la herencia del duque de Brunswick, tras 1873, luego en 1885. En 1900, el Consejo municipal lanza un concurso de arquitectura que ganó el arquitecto Marc Camoletti. Dentro de este contexto, Charles Galland, agente de cambio sin descendencia directa, legó al municipio 8,5 millones de francos a condición de que le dieran su nombre a una calle. Finalmente, el 18 de abril de 1902, el Consejo municipal abrió por unanimidad un crédito de tres millones de francos tomados sobre la sucesión de Galland. Comenzado el 20 de enero de 1903 y acabado el 17 de diciembre de 1909, el edificio fue inaugurado oficialmente el 15 de octubre de 1910.
Reunió en origen la totalidad de las colecciones. Después, algunas de ellas se instalaron en otros lugares y el museo conserva las colecciones de arqueología, de pintura y de escultura así como una parte de las artes aplicadas. Se convirtió en el centro de un conjunto museístico reagrupando:
- el Gabinete de láminas
- el Musée de l'Ariana
- el Musée Rath
- la Maison Tavel
- la Biblioteca de arte y de arqueología
- el Centro de iconografía ginebrina
- el Musée de l'horlogerie et de l'émaillerie

En 1939 este museo albergó la histórica exposición Obras maestras del Museo del Prado, con una inigualable selección de piezas del museo madrileño y de otras colecciones que se habían evacuado de España por la guerra civil. Esta muestra generó interés internacional y atrajo 400.000 visitas, cifra formidable para la época. Artistas de la época como Paul Klee y Alberto Giacometti acudieron a verla.
En 1998, se hizo un concurso para su renovación y extensión ganado por Jean Nouvel que ofreció 3.800 metros cuadrados más en tres etapas. Se ha constituido una fundación privada con la finalidad de recolectar fondos privados destinados a financiar la mitad del coste del proyecto estimado a 80 millones de francos suizos.